# حاملة الطائرات اليابانية كاجا
حاملة الطائرات اليابانية كاجا هي كانت حاملة طائرات تابعة للحرية الإمبراطورية اليابانية، شاركت السفينة في الحرب اليابانية الصينية الثانية وشاركت في الحرب العالمية الثانية بداية من الهجوم على بيرل هاربر وفي يونيو 1942 أثناء معركة ميدواي تعرضت لقصف شديد من قبل السفن الأمريكية نتيجة لذلك قصفتها السفن اليابانية حتى لا تقع في أيدي الولايات المتحدة.